# Raúl Padilla Gutiérrez
Raúl Padilla Gutiérrez (Tepatitlán, Jalisco, 1924-Guadalajara, Jalisco, 27 de diciembre de 1972) fue un político mexicano, miembro del Partido Revolucionario Institucional (PRI). Entre varios cargos políticos, fue diputado federal de 1964 a 1967.

## Biografía
Fue licenciado en Derecho egresado de la Universidad de Guadalajara, institución en la que ejerció como docente de Derecho Civil y como director del Departamento de Educación Estética.
Durante sus años como estudiante, fue uno de los fundadores de la Federación de Estudiantes de Guadalajara, junto con Carlos Ramírez Ladewig y varios de los hijos del revolucionario y exgobernador de Jalisco José Guadalupe Zuno. Esta organización se consolidaría como una base de poder político en la Universidad y en el estado de Jalisco, siendo en ocasiones señalada por sus prácticas caciquiles e incluso por presuntos crímenes.
Ocupó el cargo de director de Mercados Públicos en el Ayuntamiento de Guadalajara. En 1958 fue elegido diputado a la XLII Legislatura del Congreso del Estado de Jalisco por el distrito 2 local que debería haber ejercido del 1 de febrero de 1959 al 31 de enero de 1962, pero que ocupó solo un mes, pues el 1 de marzo de 1959 fue nombrado subsecretario general de Gobierno por el gobernador Juan Gil Preciado. De 1961 a 1964 fue presidente del comité estatal del PRI en Jalisco.
En 1964 fue elegido diputado federal por el Distrito 1 de Jalisco a la XLVI Legislatura que ejercería de dicho año a 1967. Sin embargo, en 1966 se separó del cargo para ser secretario particular de Rafael Moreno Valle, secretario de Salubridad y Asistencia en el gobierno del presidente Gustavo Díaz Ordaz.
Fue secretario particular hasta 1968, año en que fue nombrado oficial mayor de la Secretaría de Salubridad y Asistencia, permaneciendo en el cargo hasta 1970.

### Muerte
Perdió la vida dos años después, el 27 de diciembre de 1972, al dispararse en la sien con una pistola calibre .45 en sus oficinas particulares en la ciudad de Guadalajara, siendo testigo del hecho su hijo Raúl Padilla López y un amigo de este último. Los motivos para su suicidio han sido considerados como producto de una depresión por una serie de problemas económicos y personales que lo aquejaban, además de considerar que incluso estaba aislado políticamente, pues ya no tenía amigos que se acercaran a él.

### Familia
Los descendientes de Raúl Padilla Gutiérrez, desde la Federación de Estudiantes de Guadalajara y luego la propia Universidad, han formado un grupo que domina áreas políticas y culturales del estado de Jalisco; en particular sus hijos Raúl Padilla López y José Trinidad Padilla López, quienes han sido rectores de la Universidad de Guadalajara.